# ホセ・カラバージョ
ホセ・エンリケ・カラバージョ・ロサル（José Enrique Caraballo Rosal , 1996年2月21日 - ）は、ベネズエラ・スクレ州カルパーノ出身のプロサッカー選手。アルメニア・プレミアリーグのFCピュニク・エレバンに所属している。ポジションはMF。

## 来歴
2012年にカラカスFCでプロデビュー。2シーズンで2試合に出場し2得点を記録。
2014年にデポルティーボ・ララに移籍。2016年シーズンまで77試合に出場、7得点を記録するなど、中心選手として活躍。途中メキシコのアトランテFCにローン移籍でプレーし、11試合に出場。
2017年シーズンにデポルティーボ・ララに復帰し、25試合6得点を記録。リーグ2位躍進に貢献した。
2018年シーズンからはチリのCDウアチパトでプレーした。
2021年2月15日、FCピュニク・エレバンに移籍した。

## 代表歴
2013年にアルゼンチンで開催された南米U-17選手権に、U-17ベネズエラ代表に選出。同大会で2位に入り、同年11月にアラブ首長国連邦で開催された2013 FIFA U-17ワールドカップに出場。代表チームはU-17日本代表と同じグループDで最下位で終了したが、カラバージョは日本戦でゴールを決めた。